# Apostolska nunciatura v Ugandi
Apostolska nunciatura v Ugandi je diplomatsko prestavništvo (veleposlaništvo) Svetega sedeža v Ugandi, ki ima sedež v Kampali.
Trenutni apostolski nuncij je Luigi Bianco.

## Seznam apostolskih nuncijev
- Amelio Poggi (27. maj 1967 - 27. november 1969)
- Luigi Bellotti (27. november 1969 - 2. september 1975)
- Henri Lemaître (19. december 1975 - 16. november 1981)
- Karl-Josef Rauber (18. december 1982 - 22. januar 1990)
- Luis Robles Díaz (13. marec 1990 - 6. marec 1990)
- Christophe Pierre (10. maj 1999 - 22. marec 2007)
- Paul Tschang In-Nam (27. avgust 2007 - 4. avgust 2012)
- Michael August Blume (2. februar 2013 - 4. julij 2018)
- Luigi Bianco (4. februar 2019 - danes)